# جورج كيفر
جورج كيفر (بالإنجليزية: George Kiefer)‏ هو لاعب كرة قدم أمريكي، ولد في 1971 في باي شور في الولايات المتحدة. لعب مع Connecticut Wolves ‏.